# NGC 4194
NGC 4194 (również PGC 39068 lub UGC 7241) – galaktyka nieregularna (IBm/P), znajdująca się w gwiazdozbiorze Wielkiej Niedźwiedzicy w odległości około 110 milionów lat świetlnych. Została odkryta 2 kwietnia 1791 roku przez Williama Herschela. Jest to galaktyka z aktywnym jądrem.
Galaktyka NGC 4194 zawiera czarną dziurę znajdującą się w ogonie pływowym. Zarówno ogon pływowy jak też lokalizacja czarnej dziury są skutkiem zderzenia z inną galaktyką. Na zdjęciu łączącym obraz teleskopu Hubble’a oraz teleskopu Chandra czarna dziura jest widoczna jako jasna niebieska kropka.